# 26451 Khweis
26451 Khweis è un asteroide della fascia principale. Scoperto nel 2000, presenta un'orbita caratterizzata da un semiasse maggiore pari a 2,2975999 UA e da un'eccentricità di 0,1587710, inclinata di 2,80880° rispetto all'eclittica.